# Premio Martín Fierro 2009
Qui di seguito sono indicati i vincitori e i nominati del Martín Fierro 2009. La cerimonia si è svolta all'Hotel Hilton il 2 maggio 2010 ed è stata trasmessa dal canale América 2. I conduttori furono Alejandro Fantino e Karina Mazzocco.
La "plaqueta" è stata consegnata in memoria di Alberto de Mendoza, il Martín Fierro Honorífico ad Adrian Suar e il Martín Fierro d'oro e quello d'argento rispettivamente a Tratame bien e Hola Susana, programma di Susana Giménez. È stata premiata anche la più elegante alla cerimonia, la vincitrice è stata Isabel Macedo.
Di seguito vengono indicati i vincitori e i candidati.

## Televisione
Miglior serie televisiva e/o miniserie
| Serie televisiva/miniserie | Canale    | Risultato       |
| -------------------------- | --------- | --------------- |
| Dromo                      | América 2 | Candidato/a     |
| Epitafios                  | El Trece  | Candidato/a     |
| Tratame bien               | El Trece  | Vincitore/trice |

Miglior telenovela
| Nome telenovela          | Canale   | Risultato       |
| ------------------------ | -------- | --------------- |
| Botineras                | Telefe   | Candidato/a     |
| Don Juan y su bella dama | Telefe   | Candidato/a     |
| Valientes                | El Trece | Vincitore/trice |

Miglior sitcom
| Nome sitcom        | Canale     | Risultato       |
| ------------------ | ---------- | --------------- |
| Ciega a citas      | TV Pública | Vincitore/trice |
| Los exitosos Pells | Telefe     | Candidato/a     |
| Por amor a vos     | El Trece   | Candidato/a     |

Miglior attore di serie televisiva e/o miniserie
| Attore          | Nome serie televisiva                | Canale    | Risultato       |
| --------------- | ------------------------------------ | --------- | --------------- |
| Alejandro Fiore | Dromo                                | América 2 | Candidato/a     |
| Germán Palacios | Mitos, crónicas del amor descartable | América 2 | Candidato/a     |
| Jorge Marrale   | Acompañantes                         | Telefe    | Candidato/a     |
| Julio Chávez    | Tratame bien e Epitafios             | El Trece  | Vincitore/trice |
| Lito Cruz       | Dromo                                | América 2 | Candidato/a     |

Miglior attrice di serie televisiva e/o miniserie
| Attore              | Nome serie televisiva    | Canale    | Risultato       |
| ------------------- | ------------------------ | --------- | --------------- |
| Cecilia Roth        | Tratame bien e Epitafios | El Trece  | Vincitore/trice |
| Chunchuna Villafañe | Dromo                    | América 2 | Candidato/a     |
| Hilda Bernard       | Dromo                    | América 2 | Candidato/a     |
| Mercedes Morán      | Socias                   | El Trece  | Candidato/a     |
| Paola Krum          | Epitafios                | El Trece  | Candidato/a     |

Miglior attore di telenovela
| Attore          | Nome telenovela          | Canale   | Risultato       |
| --------------- | ------------------------ | -------- | --------------- |
| Arnaldo André   | Valientes                | El Trece | Vincitore/trice |
| Damián de Santo | Botineras                | Telefe   | Candidato/a     |
| Gonzalo Heredia | Valientes                | El Trece | Candidato/a     |
| Joaquín Furriel | Don Juan y su bella dama | Telefe   | Candidato/a     |
| Luciano Castro  | Valientes                | El Trece | Candidato/a     |

Miglior attrice di telenovela
| Attrice         | Nome telenovela                      | Canale   | Risultato       |
| --------------- | ------------------------------------ | -------- | --------------- |
| Betiana Blum    | Valientes                            | El Trece | Nominada        |
| Eleonora Wexler | Valientes                            | El Trece | Vincitore/trice |
| Isabel Macedo   | Don Juan y su bella dama e Botineras | Telefe   | Candidato/a     |
| Julieta Díaz    | Valientes                            | El Trece | Candidato/a     |
| Romina Gaetani  | Don Juan y su bella dama e Botineras | Telefe   | Candidato/a     |

Miglior attore di una commedia televisiva
| Attore         | Nome commedia      | Canale     | Risultato       |
| -------------- | ------------------ | ---------- | --------------- |
| Gabriel Goity  | Atracción x4       | El Trece   | Candidato/a     |
| Mike Amigorena | Los exitosos Pells | Telefe     | Candidato/a     |
| Pablo Rago     | Enséñame a vivir   | El Trece   | Candidato/a     |
| Rafael Ferro   | Ciega a citas      | TV Pública | Candidato/a     |
| Raúl Taibo     | Por amor a vos     | El Trece   | Vincitore/trice |

Migliore attrice di una commedia televisiva
| Attrice             | Nome commedia      | Canale     | Risultato       |
| ------------------- | ------------------ | ---------- | --------------- |
| Carla Peterson      | Los exitosos Pells | Telefe     | Candidato/a     |
| Georgina Barbarossa | Ciega a citas      | TV Pública | Candidato/a     |
| Lidia Catalano      | Ciega a citas      | TV Pública | Candidato/a     |
| Muriel Santa Ana    | Ciega a citas      | TV Pública | Vincitore/trice |
| Violeta Urtizberea  | Enséñame a vivir   | El Trece   | Candidato/a     |

Miglior attore di reparto in dramma
| Attore         | Nome serie televisiva        | Canale            | Risultato       |
| -------------- | ---------------------------- | ----------------- | --------------- |
| Antonio Grimau | Herencia de amor e Valientes | Telefe / El Trece | Vincitore/trice |
| Luis Luque     | Epitafios                    | El Trece          | Candidato/a     |
| Norman Briski  | Tratame bien                 | El Trece          | Candidato/a     |
| Martín Slipak  | Tratame bien                 | El Trece          | Candidato/a     |

Miglior attrice di reparto in dramma
| Attore             | Nome serie televisiva        | Canale            | Risultato       |
| ------------------ | ---------------------------- | ----------------- | --------------- |
| Cristina Banegas   | Tratame bien                 | El Trece          | Vincitore/trice |
| Eugenia Tobal      | Valientes                    | El Trece          | Candidato/a     |
| Graciela Tenenbaum | Valientes                    | El Trece          | Candidato/a     |
| Thelma Biral       | Herencia de amor e Valientes | Telefe / El Trece | Candidato/a     |

Miglior attore di reparto in commedia
| Attore          | Nome commedia                  | Canale     | Risultato       |
| --------------- | ------------------------------ | ---------- | --------------- |
| Diego Reinhold  | Los exitosos Pells e Botineras | Telefe     | Vincitore/trice |
| Hugo Arana      | Los exitosos Pells             | Telefe     | Candidato/a     |
| Osvaldo Santoro | Ciega a citas                  | TV Pública | Candidato/a     |

Miglior attrice di reparto in commedia
| Attore              | Nome commedia                     | Canale     | Risultato       |
| ------------------- | --------------------------------- | ---------- | --------------- |
| Ana María Picchio   | Enséñame a vivir                  | El Trece   | Candidato/a     |
| Andrea Bonelli      | Los exitosos Pells                | Telefe     | Candidato/a     |
| Claudia Fontán      | Los exitosos Pells                | Telefe     | Candidato/a     |
| María Abadi         | Ciega a citas                     | TV Pública | Candidato/a     |
| Patricia Etchegoyen | Enséñame a vivir e Por amor a vos | El Trece   | Vincitore/trice |

Miglior esperienza speciale in fiction
| Attore          | Nome serie televisiva             | Canale            | Risultato       |
| --------------- | --------------------------------- | ----------------- | --------------- |
| Alfredo Casero  | Tratame bien                      | El Trece          | Candidato/a     |
| Fabián Vena     | Los exitosos Pells e Tratame bien | Telefe / El Trece | Candidato/a     |
| Federico Luppi  | Tratame bien                      | El Trece          | Vincitore/trice |
| Leonor Manso    | Tratame bien                      | El Trece          | Candidato/a     |
| Leticia Brédice | Tratame bien                      | El Trece          | Candidato/a     |

Migliore rivelazione
| Attore           | Nome programma              | Canale   | Risultato       |
| ---------------- | --------------------------- | -------- | --------------- |
| Alejandro Muller | Valientes                   | El Trece | Vincitore/trice |
| Guillermo Arengo | Tratame bien                | El Trece | Candidato/a     |
| Martín Bossi     | Este es el show e Showmatch | El Trece | Candidato/a     |

Miglior autore/librettista
| Nome persona                       | Nome programma | Canale     | Risultato       |
| ---------------------------------- | -------------- | ---------- | --------------- |
| Lily Ann Martín e Marcos Carnevale | Valientes      | El Trece   | Candidato/a     |
| Marta Betoldi                      | Ciega a citas  | TV Pública | Candidato/a     |
| Pablo Lago e Susana Cardozo        | Tratame bien   | El Trece   | Vincitore/trice |

Miglior regista
| Nome regista                                    | Nome programma | Canale     | Risultato       |
| ----------------------------------------------- | -------------- | ---------- | --------------- |
| Alberto Lecchi e Jorge Nisco                    | Epitafios      | El Trece   | Candidato/a     |
| Daniel Barone                                   | Tratame bien   | El Trece   | Vincitore/trice |
| Juan Taratuto, Gustavo Luppi e Daniel Defilippo | Ciega a citas  | TV Pública | Candidato/a     |
| Sebastián Pivotto e Martín Saban                | Valientes      | El Trece   | Candidato/a     |

Miglior tema musicale originale
| Nome canzone                    | Programma    | Canale   | Risultato       |
| ------------------------------- | ------------ | -------- | --------------- |
| "Hace frío ya" - Hilda Lizarazu | Socias       | El Trece | Candidato/a     |
| "Tratame bien" - Fito Páez      | Tratame bien | El Trece | Candidato/a     |
| "Volver" - Ricardo Montaner     | Valientes    | El Trece | Vincitore/trice |

Miglior programma giornalistico
| Programma                    | Canale     | Risultato       |
| ---------------------------- | ---------- | --------------- |
| Caiga quien caiga            | Telefe     | Candidato/a     |
| La Cornisa                   | América 2  | Vincitore/trice |
| Presidentes de Latinoamérica | TV Pública | Candidato/a     |
| Seis en el Siete a las 8:00  | TV Pública | Candidato/a     |

Miglior notiziario
| Programma        | Canale    | Risultato       |
| ---------------- | --------- | --------------- |
| América Noticias | América 2 | Candidato/a     |
| Telefe Noticias  | Telefe    | Vincitore/trice |
| Telenoche        | El Trece  | Candidato/a     |

Miglior programma umoristico
| Programma                    | Canale     | Risultato       |
| ---------------------------- | ---------- | --------------- |
| Bendita TV                   | Canal 9    | Candidato/a     |
| Peter Capusotto y sus videos | TV Pública | Candidato/a     |
| Zapping                      | Telefe     | Vincitore/trice |

Miglior programma di interesse generale
| Programma                     | Canale    | Risultato       |
| ----------------------------- | --------- | --------------- |
| Almorzando con Mirtha Legrand | América 2 | Vincitore/trice |
| MDQ                           | El Trece  | Candidato/a     |
| AM - Antes del mediodía       | Telefe    | Candidato/a     |

Miglior programma culturale
| Programma                       | Canale     | Risultato       |
| ------------------------------- | ---------- | --------------- |
| Los espacios de History Channel | TV Pública | Candidato/a     |
| Pinti y el Cine                 | TV Pública | Vincitore/trice |
| Ver para leer                   | Telefe     | Candidato/a     |

Miglior programma musicale
| Programma         | Canale     | Risultato       |
| ----------------- | ---------- | --------------- |
| Al Colón          | TV Pública | Candidato/a     |
| Ecos de mi Tierra | TV Pública | Candidato/a     |
| MP3               | TV Pública | Vincitore/trice |

Miglior programma di intrattenimento
| Programma          | Canale | Risultato       |
| ------------------ | ------ | --------------- |
| El muro infernal   | Telefe | Candidato/a     |
| El último pasajero | Telefe | Candidato/a     |
| Justo a Tiempo     | Telefe | Vincitore/trice |
| Susana Giménez     | Telefe | Candidato/a     |

Miglior programma infantile/giovanile
| Programma            | Canale     | Risultato       |
| -------------------- | ---------- | --------------- |
| 100% Lucha           | Telefe     | Candidato/a     |
| Teen Angels          | Telefe     | Vincitore/trice |
| Niní                 | Telefe     | Candidato/a     |
| Permitido Estacionar | TV Pública | Candidato/a     |

Miglior programma sportivo
| Programma          | Canale    | Risultato       |
| ------------------ | --------- | --------------- |
| Carburando         | El Trece  | Candidato/a     |
| El Show del Fútbol | América 2 | Vincitore/trice |
| Fútbol de primera  | El Trece  | Candidato/a     |

Miglior conduzione femminile
| Nome conduttrice | Programma                     | Canale    | Risultato       |
| ---------------- | ----------------------------- | --------- | --------------- |
| Ernestina Pais   | Caiga quien caiga             | Telefe    | Candidato/a     |
| Mirtha Legrand   | Almorzando con Mirtha Legrand | América 2 | Candidato/a     |
| Soledad Silveyra | Un tiempo después             | Telefe    | Candidato/a     |
| Susana Giménez   | Susana Giménez                | Telefe    | Candidato/a     |
| Verónica Lozano  | AM - Antes del mediodía       | Telefe    | Vincitore/trice |

Miglior conduzione maschile
| Nome conduttore   | Programma                             | Canale    | Risultato       |
| ----------------- | ------------------------------------- | --------- | --------------- |
| Alejandro Fantino | Animales Sueltos e El Show del Fútbol | América 2 | Candidato/a     |
| Beto Casella      | Bendita TV                            | Canal 9   | Candidato/a     |
| Julián Weich      | Justo a tiempo                        | Telefe    | Vincitore/trice |
| Marcelo Tinelli   | Showmatch                             | El Trece  | Candidato/a     |
| Roberto Pettinato | Un Mundo Perfecto                     | América 2 | Candidato/a     |

Miglior lavoro giornalistico femminile
| Nome persona       | Programma       | Canale     | Risultato       |
| ------------------ | --------------- | ---------- | --------------- |
| Carmela Bárbaro    | Mañaneras       | América 2  | Candidato/a     |
| Florencia Etchevés | Noticiero Trece | El Trece   | Candidato/a     |
| Gabriela Rádice    | Visión 7        | TV Pública | Vincitore/trice |
| Liliana Hendel     | Noticiero Trece | El Trece   | Candidato/a     |
| Miriam Lewin       | Telenoche       | El Trece   | Candidato/a     |

Miglior lavoro giornalistico maschile
| Nome persona      | Programma               | Canale     | Risultato       |
| ----------------- | ----------------------- | ---------- | --------------- |
| Clemente Cancela  | Caiga quien caiga       | Telefe     | Candidato/a     |
| Gonzalo Rodriguez | Caiga quien caiga       | Telefe     | Candidato/a     |
| Mario Markic      | Telenoche               | El Trece   | Candidato/a     |
| Pedro Brieger     | Visión 7                | TV Pública | Vincitore/trice |
| Sergio Gendler    | Telenoche e En Síntesis | El Trece   | Candidato/a     |

Miglior lavoro umoristico maschile
| Nome persona       | Programma                | Canale    | Risultato       |
| ------------------ | ------------------------ | --------- | --------------- |
| Antonio Gasalla    | Susana Giménez           | Telefe    | Candidato/a     |
| Humberto Tortonese | El resumen de los medios | América 2 | Candidato/a     |
| Martín Bossi       | Showmatch                | El Trece  | Vincitore/trice |

Miglior lavoro umoristico femminile
| Nome persona    | Programma                    | Canale               | Risultato       |
| --------------- | ---------------------------- | -------------------- | --------------- |
| Anita Martínez  | Showmatch e Animales Sueltos | El Trece / América 2 | Vincitore/trice |
| Ivana Acosta    | Peter Capusotto y sus videos | TV Pública           | Candidato/a     |
| Mariana Bridsky | El resumen de los medios     | América 2            | Candidato/a     |

Miglior produzione integrale
| Programma | Canale   | Risultato       |
| --------- | -------- | --------------- |
| Epitafios | El Trece | Candidato/a     |
| Showmatch | El Trece | Vincitore/trice |
| Valientes | El Trece | Candidato/a     |

Miglior reality
| Programma          | Canale   | Risultato       |
| ------------------ | -------- | --------------- |
| Policías en acción | El Trece | Candidato/a     |
| Showmatch          | El Trece | Candidato/a     |
| Talento Argentino  | Telefe   | Vincitore/trice |

Miglior pubblicità
| Titolo            | Marca                                        | Risultato       |
| ----------------- | -------------------------------------------- | --------------- |
| Leoncito          | Cencosud: Disco - Jumbo - Vea - Kepel e Mata | Candidato/a     |
| Pájaro carpintero | Twistos - BBDO Argentina                     | Candidato/a     |
| Otto              | Cerveza Quilmes - Young & Rubicam            | Vincitore/trice |